# Free Forms
Free Forms è il primo album discografico di Ralph Burns, pubblicato dalla casa discografica Mercury Records nel 1952.

## Tracce
Brani scritti, arrangiati e diretti da Ralph Burns.
Lato A
1. Terrisita – 2:48
2. Lileth – 1:52
3. Vignette at Verney's – 2:38
4. Cameo – 2:37

Lato B
1. Places Please – 3:05
2. Tantallon – 3:01
3. Spring Is – 2:42
4. Someday, Somewhere – 2:48

## Musicisti
- Ralph Burns - pianoforte, arrangiamento, conduttore musicale
- (possibile) Tony Miranda - corno francese
- (possibile) Danny Bank - flauto
- Lee Konitz - sassofono alto
- Ray Brown - contrabbasso
- Jo Jones - batteria
- Altri componenti dell'orchestra non identificati[3]